# Уальпарримачи Майта, Хуан
Хуан Уальпарримачи Майта (исп. Juan Huallparrimachi Mayta; 1793, Потоси (ныне департамент Потоси в Боливии) — 1814) — боливийский поэт и писатель

. Участник борьбы против властей Испании во время Войны за независимость испанских колоний в Америке. Один из лидеров коренных народов. Почитается как национальный герой в Боливии (с 2017).
Внук португальского еврея. Родился в Мача (Потоси) в 1793 году, в семье испанца и индианки Куско. После ранней смерти матери, брошенный отцом, голодал, бродяжничал, воспитывался индейцами, пока не был усыновлён семейной парой: Хуаной и Мануэлем Ассенсио Падилью, привившим ему любовь к коренным народам Боливии и, с которыми он присоединился революционной борьбе против испанской короны. Поскольку он знал только фамилию своего деда по материнской линии, он принял её, и под ней вошёл в историю литературы Боливии.
До смерти в 1814 году во время битвы при Серро-де-Лас-Карретас, его называли «солдатским поэтом»
В минуты отдыха Уальпарримачи писал литературные произведения на языке кечуа и кастильском, в основном поэзию. Автор ряда децим. Сохранились 12 куплетов в жанре любовной лирики.